# La Servette

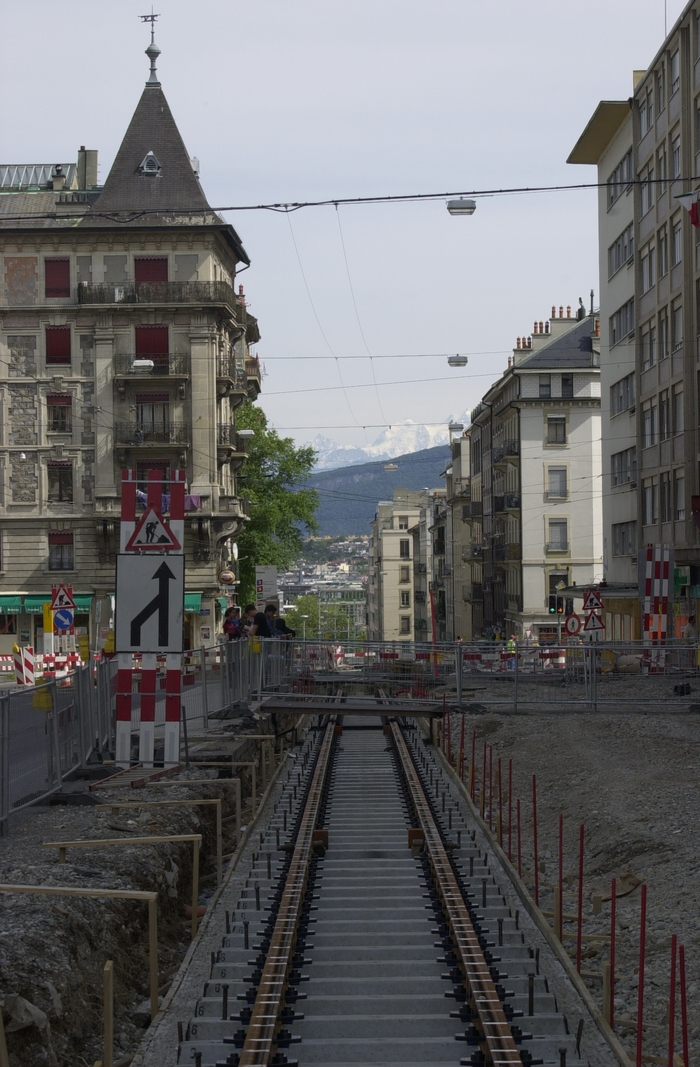
Rue de la Servette während des Baus der neuen Tramlinie

La Servette  ist ein Quartier der Schweizer Stadt Genf. Es liegt beiderseits der Strasse Rue de la Servette, am rechten Ufer der Rhone, nordwestlich vom Bahnhof. Bekanntheit erlangt hat Servette vor allem durch den Fussballklub Servette FC Genève und den Eishockeyclub Genève-Servette HC.
Der Name Servette geht auf die lateinische Bezeichnung für Wald Silva zurück. Servette bezeichnete also einen kleinen Wald. Tatsächlich war Servette vor der Bebauung ein Wald- und Ackergebiet.